# Plorec-sur-Arguenon
 Plorec-sur-Arguenon  (en bretón Ploareg) es una población y comuna francesa, situada en la región de Bretaña, departamento de Côtes-d’Armor, en el distrito de Dinan y cantón de Plélan-le-Petit.

## Demografía
| 619 | 551 | 502 | 503 | 473 | 398 |
| Para los censos de 1962 a 1999 la población legal corresponde a la población sin duplicidades (Fuente: INSEE [Consultar]) |     |     |     |     |     |